# ナラディーア
ナラディーアは、奈良県生駒郡三郷町にあるサッカーグラウンドで、Jリーグの奈良クラブとアメージングスポーツラボジャパンが共同運営するサッカーおよびフットサル用の施設である。

## 概要
地域交流の拠点・選手育成の新拠点として三郷町の奈良学園大学跡地に完成し、ロングパイル人工芝のサッカーグラウンド2面とフットサルコートとクラブハウスが備わっている。施設の一部は一般開放されているが「ナラディーア」という名称は公募により決定。奈良のシンボルである鹿（deer）と、人々に親しまれる（dear）を掛け合わせて生まれた言葉である。
部屋の名前は選手たちのモチベーションが上がるように、サッカー界のレジェンドやスペインの地域の名前が付けられている。
奈良クラブのトップチームやアカデミー生、バルサアカデミー奈良校の生徒などが主に使用しているが、事前に申請すれば合宿も含めて一般利用も可能である。

## 施設
- 人工芝サッカーフィールド（105×68 m コート2面）
  - 照明設備
  - 見学用石段
- フットサルコート（38×17.5 m コート1面）
  - 照明設備
- クラブハウス内
  - 奈良クラブ事務所
  - 選手寮
  - カフェ（2024年度中にオープン予定）
  - 食堂
  - シャワールーム
  - 大浴場
  - シューズルーム
  - 洗濯ルーム
  - ラウンジ
  - 合宿所
- コンビニエンスストア（2024年度中にオープン予定）

## アクセス
- 車
  - 法隆寺ICより車で約20分
  - JR王寺駅より車で約7分
  - 大阪方面から 壱分ICより車で約30分
- 電車
  - 近鉄生駒線 信貴山下駅より徒歩約30分
- バス
  - JR大和路線 三郷駅発「奈良学園大学信貴山グラウンド」バス停より徒歩約5分